# Ley de directivas anticipadas de Texas
La Texas Advance Directives Act es una ley de 1999, que en su artículo 166.046 permite interrumpir el tratamiento diez días después de tener un documento escrito que describa el tratamiento del paciente como atención médica inútil por el equipo que gestiona el tratamiento.

## El estatuto
Para que el personal del hospital se aproveche de la inmunidad legal de enjuiciamiento por esto, se debe seguir el siguiente proceso:
- La familia debe recibir información escrita sobre la política del hospital sobre el proceso de consulta ética.
- La familia debe ser notificada con 48 horas de anticipación y ser invitada a participar en el proceso de consulta de ética. Los familiares pueden consultar a sus propios especialistas médicos y asesores legales si así lo desean.
- El proceso de consulta de ética debe proporcionar un informe escrito a la familia de los resultados del proceso de revisión ética.
- Si el proceso de consulta ética no resuelve la disputa, el hospital, trabajando con la familia, debe tratar de organizar la transferencia a otro médico proveedor e institución que esté dispuesto a brindar el tratamiento solicitado por la familia y rechazado por el equipo de tratamiento actual.
- Si después de 10 días, no se puede encontrar dicho proveedor, el hospital y el médico pueden retener o retirar unilateralmente la terapia que se ha determinado que es inútil.
- La parte que no está de acuerdo puede apelar ante el tribunal estatal pertinente y pedirle al juez que otorgue una prórroga antes de que se retire el tratamiento. Esta extensión se otorgará solo si el juez determina que existe una probabilidad razonable de encontrar un proveedor dispuesto del tratamiento en disputa si se concede más tiempo.
- Si la familia no solicita una extensión o el juez no la otorga, el tratamiento puede ser retirado unilateralmente por el equipo de tratamiento con inmunidad de enjuiciamiento civil o penal.

El proyecto de ley se convirtió en ley mientras George W. Bush era gobernador de Texas. Antes de la aprobación de esta ley, no existían protecciones o "período de gracia". Los críticos han comparado esta ley y sus efectos con la respuesta de Bush a la situación de Terri Schiavo, en particular su intención declarada de firmar la propuesta Ley de Protección Legal de Personas Incapacitadas.

## Algunos casos
- Sun Hudson[2]
- Tirhas Habtegiris
- Andrea Clark[3][4]
- Emilio Lee Gonzales[5]